# Palauisch-portugiesische Beziehungen
Die palauisch-portugiesischen Beziehungen beschreiben das zwischenstaatliche Verhältnis zwischen Palau und Portugal. Die Länder unterhalten direkte diplomatische Beziehungen.
Die Beziehungen sind problemfrei, jedoch schwach entwickelt, bedingt durch die wenigen gemeinsamen Berührungspunkte.
Ein Staatsbürger Palaus ist in Portugal gemeldet, auf der Insel Madeira (Zahlen von 2016), während in Palau kein Portugiese registriert ist (Zahlen von 2005).

## Geschichte
Vermutlich sind die portugiesischen Seefahrer nicht in das pazifische Gebiet von Palau gekommen, jedenfalls sind keine Dokumente bekannt, nach denen die Inseln gesichtet wurden. Ohnehin blieb die Region für die Portugiesen uninteressant, da sie nach dem Vertrag von Saragossa überwiegend in die spanische Sphäre fiel, so dass keine portugiesische Motivation bestand, hier eigene Stützpunkte einzurichten.
Der Spanier Ruy López de Villalobos entdeckte die Inseln 1543 für Spanien, die 1899 deutsch, 1914 japanisch, 1947 US-amerikanisch und 1994 schließlich unabhängig wurden.
Im Dezember 1994 wurde Palau in die Vereinten Nationen aufgenommen. Damit gehörten Palau und Portugal erstmals einer gemeinsamen Organisation an.
Am 19. August 2000 akkreditierte sich als erster Vertreter Portugals in Palau João Henrique Brito Câmara, der portugiesische Botschafter auf den Philippinen.

## Diplomatie
Weder unterhält Portugal eine eigene Botschaft in Palau, noch besteht eine Vertretung Palaus in Portugal. Auch gegenseitige Konsulate bestehen nicht.
Für Palau ist die portugiesische Botschaft in Australien zuständig, während Palau keine Botschaften in Europa führt.

## Wirtschaft
Zwischen Palau und Portugal findet aktuell kein zählbarer Handel statt (Stand Ende 2016). So weist die portugiesische Außenhandelskammer AICEP in ihren Statistiken Zahlen zu weltweit allen Ländern aus, mit denen Portugal Handel treibt, ohne zu Palau Zahlen anzugeben. Zuständig ist die AICEP-Niederlassung in der australischen Hauptstadt Canberra.